# Canton d'Auneau
Le canton d'Auneau est une circonscription électorale française située dans le département d'Eure-et-Loir et la région Centre-Val de Loire.

## Histoire
Le canton d'Auneau a été créé en 1790 et rattaché au district de Chartres jusqu'en 1795.
Un nouveau découpage territorial du département d'Eure-et-Loir entre en vigueur à l'occasion des élections départementales de mars 2015, défini par le décret du 24 février 2014, en application des lois du 17 mai 2013 (loi organique 2013-402 et loi 2013-403). Les conseillers départementaux sont, à compter de ces élections, élus au scrutin majoritaire binominal mixte. Les électeurs de chaque canton élisent au Conseil départemental, nouvelle appellation du Conseil général, deux membres de sexe différent, qui se présentent en binôme de candidats. Les conseillers départementaux sont élus pour 6 ans au scrutin binominal majoritaire à deux tours, l'accès au second tour nécessitant 12,5 % des inscrits au 1er tour. En outre la totalité des conseillers départementaux est renouvelée. Ce nouveau mode de scrutin nécessite un redécoupage des cantons dont le nombre est divisé par deux avec arrondi à l'unité impaire supérieure si ce nombre n'est pas entier impair, assorti de conditions de seuils minimaux. En Eure-et-Loir, le nombre de cantons passe ainsi de 29 à 15. Le nombre de communes du canton d'Auneau passe de 28 à 34.
Le nouveau canton d'Auneau est formé de communes des anciens cantons d'Auneau (28 communes), de Maintenon (5 communes). Le territoire du canton est entièrement compris dans l'arrondissement de Chartres. Le bureau centralisateur est situé à Auneau.

## Géographie
Ce canton est organisé autour d'Auneau dans l'arrondissement de Chartres. Son altitude varie de 115 m (Le Gué-de-Longroi) à 161 m (Aunay-sous-Auneau) pour une altitude moyenne de 170 m.

## Représentation

### Conseillers généraux de 1833 à 2015
| Période      | Période                   | Identité                                 | Étiquette       | Qualité |
| ------------ | ------------------------- | ---------------------------------------- | --------------- | --- |
| 1833         | 1852                      | Paul Labiche (1793-1866)                 |                 | Juge suppléant au Tribunal civil de Rambouillet Propriétaire à Béville-le-Comte                                                                                        |
| 1852         | 1862                      | Pierre Charles Victor Brunet (1801-1870) |                 | Négociant en métaux, maire d'Auneau, conseiller d'arrondissement |
| 1862         | 1913                      | Émile Labiche (fils de P.Labiche)        | Républicain     | Avocat Propriétaire à Béville-le-Comte Sénateur d'Eure-et-Loir (1876-1912) Président du Conseil Général d'Eure-et-Loir (1871-1906)                                     |
| 1913         | 1926                      | Henri Poupon                             | Rad.            | Médecin des Chemins de fer de l'Etat Maire d'Aunay-sous-Auneau |
| 1926         | 1937                      | Léon-Albin Rivet                         | URD             | Agriculteur - Propriétaire à Chartres Maire de Sainville |
| 1937         | 1942 (démission d'office) | Jean Roux (1892-1952)                    | Rad.            | Secrétaire général de l'Office départemental des mutilés, combattants, victimes de la guerre et pupilles de la nation, à Chartres Révoqué par le Gouvernement de Vichy |
|              |                           |                                          |                 | |
| 1943         | 1945                      | Charles Chemineau                        | ?               | Conseiller municipal d'Auneau Nommé conseiller départemental en 1943                                                                                                   |
|              |                           |                                          |                 | |
| 1945         | 1952 (décès)              | Jean Roux                                | Rad.            | Ancien Secrétaire général de l'office des mutilés d'Eure-et-Loir, ancien conseiller d'arrondissement                                                                   |
| 23 mars 1953 | 1958                      | Jean-Pierre Carlotti (1905-1990)         | DVD             | Médecin à Auneau |
| 1958         | 1982                      | Louis Perrot                             | Rad. puis MRG   | Chef d'entreprise Maire de Béville-le-Comte |
| 1982         | 1994                      | Louis Legrand                            | UDF             | Chef d'entreprise Maire d'Auneau (1989-1995) |
| 1994         | 2001                      | Jean Choquier                            | DVG             | Conseiller en information et documentation Maire d'Auneau (1995-2001)                                                                                                  |
| 2001         | 2015                      | Dominique Leblond                        | UDF puis NC-UDI | Pharmacien de Béville-le-Comte (1992-2019) Président de la communauté de communes de la Beauce alnéloise (→ 2016) Vice-Président du Conseil Général                    |

### Conseillers d'arrondissement (de 1833 à 1940)
| Période                                  | Période      | Identité                     | Étiquette | Qualité |
| ---------------------------------------- | ------------ | ---------------------------- | --------- | --- |
| 1833                                     | 1852         | Pierre Charles Victor Brunet |           | Négociant à Auneau                                                                                          |
|                                          |              |                              |           | |
|                                          | 1919 (décès) | Joseph-Léon Sédillot         | Radical   | Médecin, maire d'Auneau                                                                                     |
| 1919                                     | 1940         | Étienne Julien (1881-1952)   | Droite    | Cultivateur à Auneau                                                                                        |
| 1940                                     |              |                              |           | Les conseils d'arrondissement ont été suspendus par la loi du 12 octobre 1940 et n'ont jamais été réactivés |
| Les données manquantes sont à compléter. |              |                              |           | |

### Conseillers départementaux depuis 2015
| Période élective | Période élective | Mandat | Mandat   | Identité           | Nuance | Nuance | Qualité |
| ---------------- | ---------------- | ------ | -------- | ------------------ | ------ | ------ | --- |
| 2015             | 2021             | 2015   | 2021     | Catherine Aubijoux |        | LR     | Adjointe au maire d'Auneau-Bleury-Saint-Symphorien jusqu'en 2020, conseillère municipale depuis 2020                                                                                        |
| 2015             | 2021             | 2015   | 2021     | Stéphane Lemoine   |        | LR     | Maire d' Auneau-Bleury-Saint-Symphorien (2014-2020), conseiller municipal depuis 2020 Ancien Président de la Communauté de communes du Val de Voise Vice-Président du Conseil départemental |
| 2021             | 2028             | 2021   | en cours | Annie Camuel       |        | LR     | Ancienne directrice des finances, maire d'Écrosnes |
| 2021             | 2028             | 2021   | en cours | Stéphane Lemoine   |        | LR     | Conseiller sortant, Président de la Communauté de communes des Portes Euréliennes d'Île-de-France, Premier Vice-Président du conseil départemental                                          |

### Résultats détaillés

#### Élections de mars 2015
À l'issue du 1er tour des élections départementales de 2015, deux binômes sont en ballottage : Corinne Fouriot et Alain Martin (FN, 28,62 %) et Catherine Aubijoux et Stéphane Lemoine (UMP, 25,48 %). Le taux de participation est de 49,93 % (8 446 votants sur 16 916 inscrits) contre 48,57 % au niveau départementalet 50,17 % au niveau national.
Au second tour, Catherine Aubijoux et Stéphane Lemoine (UMP) sont élus avec 61,18 % des suffrages exprimés et un taux de participation de 50,16 % (4 651 voix pour 8 485 votants et 16 916 inscrits).

#### Élections de juin 2021
Le premier tour des élections départementales de 2021 est marqué par un très faible taux de participation (33,26 % au niveau national). Dans le canton d'Auneau, ce taux de participation est de 31,1 % (5 493 votants sur 17 660 inscrits) contre 32,03 % au niveau départemental. À l'issue de ce premier tour, deux binômes sont en ballottage : Annie Camuel et Stéphane Lemoine (LR, 31,36 %) et Elodie Babin et Thibaut de La Tocnaye (RN, 27,32 %).
Le second tour des élections est marqué une nouvelle fois par une abstention massive équivalente au premier tour. Les taux de participation sont de 34,36 % au niveau national, 32,5 % dans le département et 30,37 % dans le canton d'Auneau. Annie Camuel et Stéphane Lemoine (LR) sont élus avec 62,45 % des suffrages exprimés (3 052 voix pour 5 365 votants et 17 665 inscrits),,.

## Composition

### Composition avant 2015
Le canton d'Auneau regroupait vingt-huit communes.
| Nom                       | Code Insee | Codepostal | Superficie (km2) | Population (dernière pop. légale) | Densité (hab./km2) |
| ------------------------- | ---------- | ---------- | ---------------- | --------------------------------- | ------------------ |
| Auneau (chef-lieu)        | 28015      | 28700      | 17,05            | 4 202 (2012)                      | 246                |
| Ardelu                    | 28009      | 28700      | 4,07             | 76 (2012)                         | 19                 |
| Aunay-sous-Auneau         | 28013      | 28700      | 19,41            | 1 409 (2012)                      | 73                 |
| Béville-le-Comte          | 28039      | 28700      | 20,12            | 1 490 (2012)                      | 74                 |
| Champseru                 | 28073      | 28700      | 14,99            | 283 (2012)                        | 19                 |
| La Chapelle-d'Aunainville | 28074      | 28700      | 7,50             | 312 (2012)                        | 42                 |
| Châtenay                  | 28092      | 28700      | 10,27            | 240 (2012)                        | 23                 |
| Denonville                | 28129      | 28700      | 12,82            | 750 (2012)                        | 59                 |
| Francourville             | 28160      | 28700      | 18,46            | 772 (2012)                        | 42                 |
| Garancières-en-Beauce     | 28169      | 28700      | 11,26            | 231 (2012)                        | 21                 |
| Le Gué-de-Longroi         | 28188      | 28700      | 6,90             | 909 (2012)                        | 132                |
| Houville-la-Branche       | 28194      | 28700      | 13,88            | 469 (2012)                        | 34                 |
| Léthuin                   | 28207      | 28700      | 7,18             | 217 (2012)                        | 30                 |
| Levainville               | 28208      | 28700      | 5,55             | 404 (2012)                        | 73                 |
| Maisons                   | 28230      | 28700      | 9,50             | 332 (2012)                        | 35                 |
| Moinville-la-Jeulin       | 28255      | 28700      | 6,05             | 135 (2012)                        | 22                 |
| Mondonville-Saint-Jean    | 28257      | 28700      | 5,44             | 87 (2012)                         | 16                 |
| Morainville               | 28268      | 28700      | 3,82             | 27 (2012)                         | 7,1                |
| Oinville-sous-Auneau      | 28285      | 28700      | 10,38            | 341 (2012)                        | 33                 |
| Orlu                      | 28288      | 28700      | 5,22             | 42 (2012)                         | 8                  |
| Oysonville                | 28294      | 28700      | 9,63             | 505 (2012)                        | 52                 |
| Roinville                 | 28317      | 28700      | 6,83             | 468 (2012)                        | 69                 |
| Saint-Léger-des-Aubées    | 28344      | 28700      | 13,18            | 260 (2012)                        | 20                 |
| Sainville                 | 28363      | 28700      | 21,87            | 992 (2012)                        | 45                 |
| Santeuil                  | 28366      | 28700      | 9,24             | 293 (2012)                        | 32                 |
| Umpeau                    | 28397      | 28700      | 11,49            | 425 (2012)                        | 37                 |
| Vierville                 | 28408      | 28700      | 6,81             | 132 (2012)                        | 19                 |
| Voise                     | 28421      | 28700      | 10,39            | 289 (2012)                        | 28                 |

### Composition à partir de 2015
Le nouveau canton d'Auneau comprend trente-quatre communes entières à sa création.
Le 1er janvier 2016, les communes d'Auneau et Bleury-Saint-Symphorien fusionnent pour constituer Auneau-Bleury-Saint-Symphorien et celles de Gommerville et d'Orlu également pour former la commune nouvelle de Gommerville. Cependant, ces deux dernières anciennes communes appartiennent à deux cantons différents. Le décret du 7 novembre 2019 décide du rattachement complet de cette commune nouvelle au canton des Villages Vovéens. Le nombre de communes du canton est de 32.
| Nom                                                    | Code Insee | Intercommunalité                          | Superficie (km2) | Population (dernière pop. légale) | Densité (hab./km2) | Modifier                                    |
| ------------------------------------------------------ | ---------- | ----------------------------------------- | ---------------- | --------------------------------- | ------------------ | ------------------------------------------- |
| Auneau-Bleury-Saint-Symphorien (bureau centralisateur) | 28015      | CC des Portes Euréliennes d'Île-de-France | 34,29            | 6 354 (2022)                      | 185                | modifier les données · modifier les données |
| Ardelu                                                 | 28009      | CC Cœur de Beauce                         | 4,07             | 72 (2022)                         | 18                 | modifier les données · modifier les données |
| Aunay-sous-Auneau                                      | 28013      | CC des Portes Euréliennes d'Île-de-France | 19,41            | 1 511 (2022)                      | 78                 | modifier les données · modifier les données |
| Bailleau-Armenonville                                  | 28023      | CC des Portes Euréliennes d'Île-de-France | 17,46            | 1 322 (2022)                      | 76                 | modifier les données · modifier les données |
| Béville-le-Comte                                       | 28039      | CC des Portes Euréliennes d'Île-de-France | 20,12            | 1 693 (2022)                      | 84                 | modifier les données · modifier les données |
| Champseru                                              | 28073      | CA Chartres Métropole                     | 14,99            | 347 (2022)                        | 23                 | modifier les données · modifier les données |
| La Chapelle-d'Aunainville                              | 28074      | CC des Portes Euréliennes d'Île-de-France | 7,50             | 243 (2022)                        | 32                 | modifier les données · modifier les données |
| Châtenay                                               | 28092      | CC des Portes Euréliennes d'Île-de-France | 10,27            | 236 (2022)                        | 23                 | modifier les données · modifier les données |
| Denonville                                             | 28129      | CA Chartres Métropole                     | 12,82            | 773 (2022)                        | 60                 | modifier les données · modifier les données |
| Écrosnes                                               | 28137      | CC des Portes Euréliennes d'Île-de-France | 23,27            | 860 (2022)                        | 37                 | modifier les données · modifier les données |
| Francourville                                          | 28160      | CA Chartres Métropole                     | 18,46            | 930 (2022)                        | 50                 | modifier les données · modifier les données |
| Gallardon                                              | 28168      | CC des Portes Euréliennes d'Île-de-France | 11,27            | 3 537 (2022)                      | 314                | modifier les données · modifier les données |
| Garancières-en-Beauce                                  | 28169      | CC Cœur de Beauce                         | 11,26            | 222 (2022)                        | 20                 | modifier les données · modifier les données |
| Le Gué-de-Longroi                                      | 28188      | CC des Portes Euréliennes d'Île-de-France | 6,90             | 889 (2022)                        | 129                | modifier les données · modifier les données |
| Houville-la-Branche                                    | 28194      | CA Chartres Métropole                     | 13,88            | 414 (2022)                        | 30                 | modifier les données · modifier les données |
| Léthuin                                                | 28207      | CC des Portes Euréliennes d'Île-de-France | 7,18             | 240 (2022)                        | 33                 | modifier les données · modifier les données |
| Levainville                                            | 28208      | CC des Portes Euréliennes d'Île-de-France | 5,55             | 377 (2022)                        | 68                 | modifier les données · modifier les données |
| Maisons                                                | 28230      | CC des Portes Euréliennes d'Île-de-France | 9,50             | 403 (2022)                        | 42                 | modifier les données · modifier les données |
| Moinville-la-Jeulin                                    | 28255      | CA Chartres Métropole                     | 6,05             | 160 (2022)                        | 26                 | modifier les données · modifier les données |
| Mondonville-Saint-Jean                                 | 28257      | CC des Portes Euréliennes d'Île-de-France | 5,44             | 93 (2022)                         | 17                 | modifier les données · modifier les données |
| Morainville                                            | 28268      | CC des Portes Euréliennes d'Île-de-France | 3,82             | 17 (2022)                         | 4,5                | modifier les données · modifier les données |
| Oinville-sous-Auneau                                   | 28285      | CA Chartres Métropole                     | 10,38            | 326 (2022)                        | 31                 | modifier les données · modifier les données |
| Oysonville                                             | 28294      | CC Cœur de Beauce                         | 9,63             | 526 (2022)                        | 55                 | modifier les données · modifier les données |
| Roinville                                              | 28317      | CA Chartres Métropole                     | 6,83             | 582 (2022)                        | 85                 | modifier les données · modifier les données |
| Saint-Léger-des-Aubées                                 | 28344      | CA Chartres Métropole                     | 13,18            | 257 (2022)                        | 19                 | modifier les données · modifier les données |
| Sainville                                              | 28363      | CC Cœur de Beauce                         | 21,87            | 1 037 (2022)                      | 47                 | modifier les données · modifier les données |
| Santeuil                                               | 28366      | CA Chartres Métropole                     | 9,24             | 324 (2022)                        | 35                 | modifier les données · modifier les données |
| Umpeau                                                 | 28397      | CA Chartres Métropole                     | 11,49            | 403 (2022)                        | 35                 | modifier les données · modifier les données |
| Vierville                                              | 28408      | CC des Portes Euréliennes d'Île-de-France | 6,81             | 110 (2022)                        | 16                 | modifier les données · modifier les données |
| Voise                                                  | 28421      | CA Chartres Métropole                     | 10,39            | 251 (2022)                        | 24                 | modifier les données · modifier les données |
| Yermenonville                                          | 28423      | CC des Portes Euréliennes d'Île-de-France | 5,04             | 624 (2022)                        | 124                | modifier les données · modifier les données |
| Ymeray                                                 | 28425      | CC des Portes Euréliennes d'Île-de-France | 6,85             | 574 (2022)                        | 84                 | modifier les données · modifier les données |
| Canton d'Auneau                                        | 2802       |                                           | 375,22           | 25 707 (2022)                     | 69                 | modifier les données                        |

## Démographie

### Démographie avant 2015
| 1962  | 1968  | 1975  | 1982   | 1990   | 1999   | 2006   | 2011   | 2012   |
| ----- | ----- | ----- | ------ | ------ | ------ | ------ | ------ | ------ |
| 9 058 | 9 106 | 9 702 | 11 075 | 12 885 | 14 378 | 15 207 | 15 897 | 16 092 |

### Démographie depuis 2015
En 2022, le canton comptait 25 707 habitants, en évolution de +1,66 % par rapport à 2016 (Eure-et-Loir : −0,23 %, France hors Mayotte : +2,11 %).
| 2013   | 2018   | 2022   |
| ------ | ------ | ------ |
| 24 568 | 25 519 | 25 707 |